# Chrysoritis dicksoni
Poecilmitis dicksoni is een vlinder uit de familie van de Lycaenidae. De wetenschappelijke naam van de soort is voor het eerst gepubliceerd in 1947 door A. G. Gabriel.
De soort komt voor in Zuid-Afrika (West-Kaap).